# Montboucher-sur-Jabron
Pour les articles homonymes, voir Montboucher.
Montboucher-sur-Jabron est une commune française située dans le département de la Drôme en région Auvergne-Rhône-Alpes.

## Géographie

### Localisation
La commune est située à 5 km à l'est de Montélimar.

### Hydrographie
La commune est arrosée par :
- le Jabron qui sert de limite sud avec la commune d'Espeluche,
- le Vermenon, affluent du Jabron,
- le Manson.

### Climat
Pour des articles plus généraux, voir Climat d'Auvergne-Rhône-Alpes et Climat de la Drôme.
En 2010, le climat de la commune est de type climat méditerranéen franc, selon une étude du CNRS s'appuyant sur une série de données couvrant la période 1971-2000. En 2020, Météo-France publie une typologie des climats de la France métropolitaine dans laquelle la commune est exposée à un climat méditerranéen et est dans la région climatique  Provence, Languedoc-Roussillon, caractérisée par une pluviométrie faible en été, un très bon ensoleillement (2 600 h/an), un été chaud (21,5 °C), un air très sec en été, sec en toutes saisons, des vents forts (fréquence de 40 à 50 % de vents > 5 m/s) et peu de brouillards. 
Pour la période 1971-2000, la température annuelle moyenne est de 13,2 °C, avec une amplitude thermique annuelle de 18 °C. Le cumul annuel moyen de précipitations est de 881 mm, avec 6,7 jours de précipitations en janvier et 4 jours en juillet. Pour la période 1991-2020, la température moyenne annuelle observée sur la station météorologique installée sur la commune est de 13,6 °C et le cumul annuel moyen de précipitations est de 915,0 mm,. Pour l'avenir, les paramètres climatiques de la commune estimés pour 2050 selon différents scénarios d'émission de gaz à effet de serre sont consultables sur un site dédié publié par Météo-France en novembre 2022.
| Mois                                  | jan.             | fév.             | mars            | avril         | mai            | juin          | jui.           | août          | sep.           | oct.          | nov.            | déc.            | année      |
| ------------------------------------- | ---------------- | ---------------- | --------------- | ------------- | -------------- | ------------- | -------------- | ------------- | -------------- | ------------- | --------------- | --------------- | ---------- |
| Température minimale moyenne (°C)     | 1,2              | 1,3              | 3,9             | 6,4           | 10,2           | 13,7          | 15,8           | 15,5          | 12,3           | 9,3           | 4,9             | 2               | 8          |
| Température moyenne (°C)              | 5,1              | 6                | 9,7             | 12,5          | 16,5           | 20,6          | 23             | 22,7          | 18,6           | 14,3          | 9               | 5,7             | 13,6       |
| Température maximale moyenne (°C)     | 8,9              | 10,7             | 15,4            | 18,7          | 22,9           | 27,4          | 30,2           | 29,8          | 24,8           | 19,3          | 13              | 9,3             | 19,2       |
| Record de froid (°C) date du record   | −14,5 07.01.1985 | −11,5 18.02.1983 | −12 02.03.05    | −3,4 08.04.21 | 0,2 05.05.1991 | 3 04.06.1984  | 7,6 12.07.1993 | 4 30.08.1986  | 2,8 25.09.1990 | −2,6 26.10.03 | −6,5 28.11.05   | −8,7 20.12.07   | −14,5 1985 |
| Record de chaleur (°C) date du record | 20,6 10.01.15    | 22,6 24.02.20    | 27,1 18.03.1997 | 29,4 25.04.18 | 33,3 30.05.01  | 40,5 27.06.19 | 40 24.07.19    | 41,9 13.08.03 | 35,4 03.09.05  | 29,9 01.10.11 | 23,9 12.11.1995 | 19,6 18.12.1989 | 41,9 2003  |
| Précipitations (mm)                   | 69,8             | 45               | 50,5            | 73,9          | 75,3           | 59,1          | 54,1           | 59,8          | 108,7          | 129           | 130,8           | 59              | 915        |

### Voies de communication et transports
Le territoire communal est traversé par la route départementale 540 selon un axe est-ouest et par l'autoroute A7 selon un axe nord-sud.

## Urbanisme

### Typologie
Au 1er janvier 2024, Montboucher-sur-Jabron est catégorisée bourg rural, selon la nouvelle grille communale de densité à 7 niveaux définie par l'Insee en 2022.
Elle appartient à l'unité urbaine de Montélimar, une agglomération inter-départementale dont elle est une commune de la banlieue,. Par ailleurs la commune fait partie de l'aire d'attraction de Montélimar, dont elle est une commune de la couronne,. Cette aire, qui regroupe 45 communes, est catégorisée dans les aires de 50 000 à moins de 200 000 habitants,.

### Occupation des sols
L'occupation des sols de la commune, telle qu'elle ressort de la base de données européenne d’occupation biophysique des sols Corine Land Cover (CLC), est marquée par l'importance des territoires agricoles (79,6 % en 2018), en diminution par rapport à 1990 (85,3 %). La répartition détaillée en 2018 est la suivante : 
terres arables (61,3 %), zones agricoles hétérogènes (18,3 %), zones urbanisées (8,9 %), espaces verts artificialisés, non agricoles (5,2 %), zones industrielles ou commerciales et réseaux de communication (3,1 %), forêts (3,1 %). L'évolution de l’occupation des sols de la commune et de ses infrastructures peut être observée sur les différentes représentations cartographiques du territoire : la carte de Cassini (XVIIIe siècle), la carte d'état-major (1820-1866) et les cartes ou photos aériennes de l'IGN pour la période actuelle (1950 à aujourd'hui).

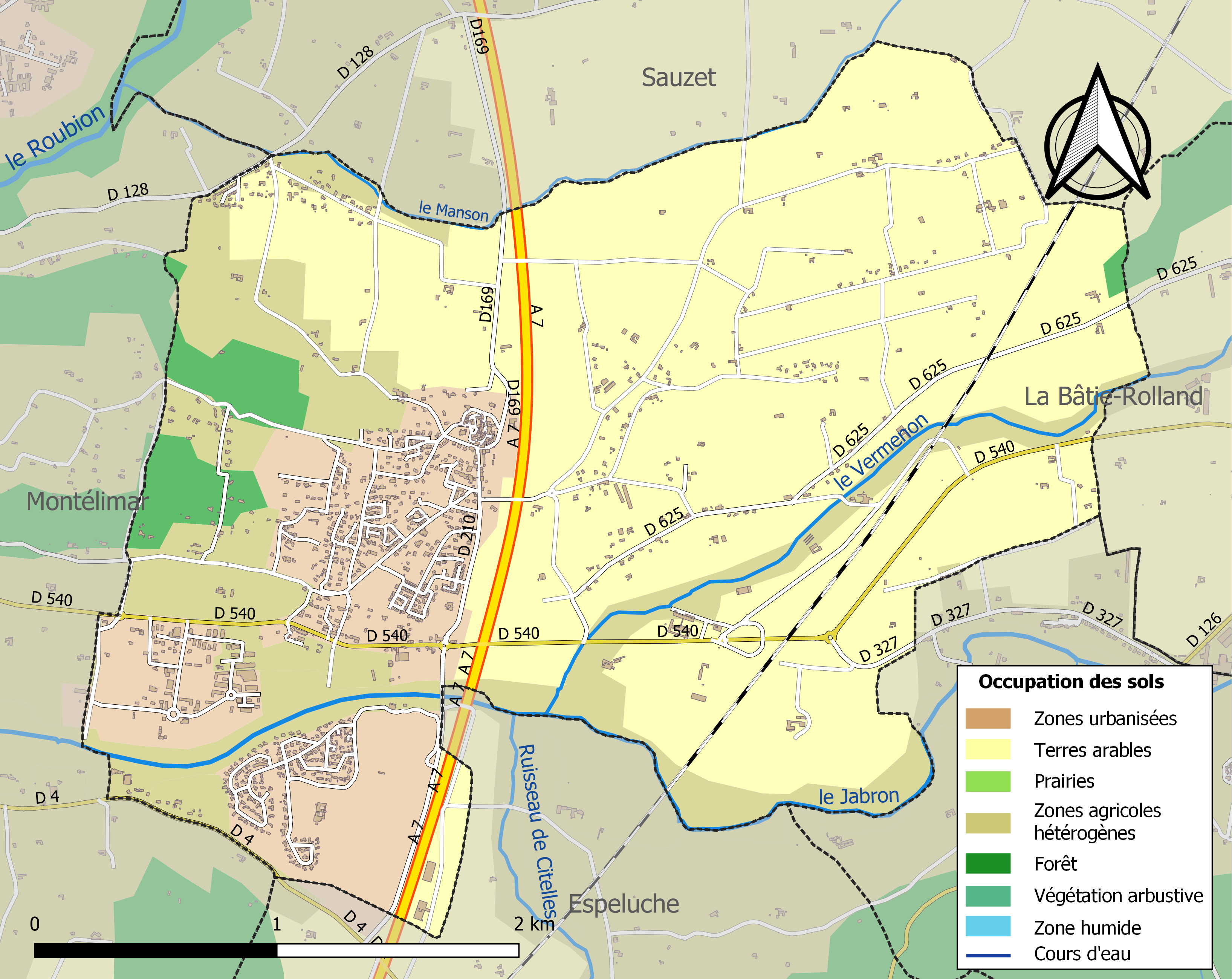
Carte des infrastructures et de l'occupation des sols de la commune en 2018 (CLC).

### Projets d'aménagement
La commune connait une expansion urbaine conséquente. Cette expansion se fait sur des terres arables constituant une artificialisation rapide des sols, ayant pour conséquence un recul de la biodiversité et de la biomasse. 
La commune fait d'ailleurs partie des communes françaises consommant le plus d’espaces, dépassant la moyenne de 20 hectares en 10 ans avec un cumul de 22,2 hectares bétonnés entre 2010 et 2020.
Cette artificialisation concerne avant tout une expansion des lotissements et habitats individuels concernant 18,6 hectares toujours sur cette période.

## Toponymie

### Attestations
- 1237 : Mons Bocheri (de Coston, Étymologies de la Drôme, 35)[15].
- 1280 : de Montebocherio (cartulaire de Montélimar, 53)[15].
- 1336 : castrum de Monte Bocherio (cartulaire de Montélimar, 101)[15].
- XIVe siècle : mention de la paroisse : capella Montis Bocheriis (pouillé de Valence)[15].
- 1380 : Montem Bocharium (Columbi, De reb. gest. episc. Valent. et Diens., 44)[15].
- 1391 : Montboyssier (choix de docum., 214)[15].
- 1509 : mention de l'église paroissiale Saint-Blaise : ecclesia parrochialis Sancti Blasii Montis Bocherii (visites épiscopales)[15].
- 1529 : Montbochier (archives de la Drôme, E 6764)[15].
- 1793 : Montbouchet[16].
- 1891 : Montboucher, commune du canton de Montélimar[15].
- 1920 : Montboucher-sur-Jabron[16].

### Étymologie
Mons Bocheri signifie le « Mont du bois ».

## Histoire

### Antiquité: les Gallo-romains
Origine gallo-romaine : tombes.

### Du Moyen Âge à la Révolution

#### Les maisons duVIe-VIIesiècle

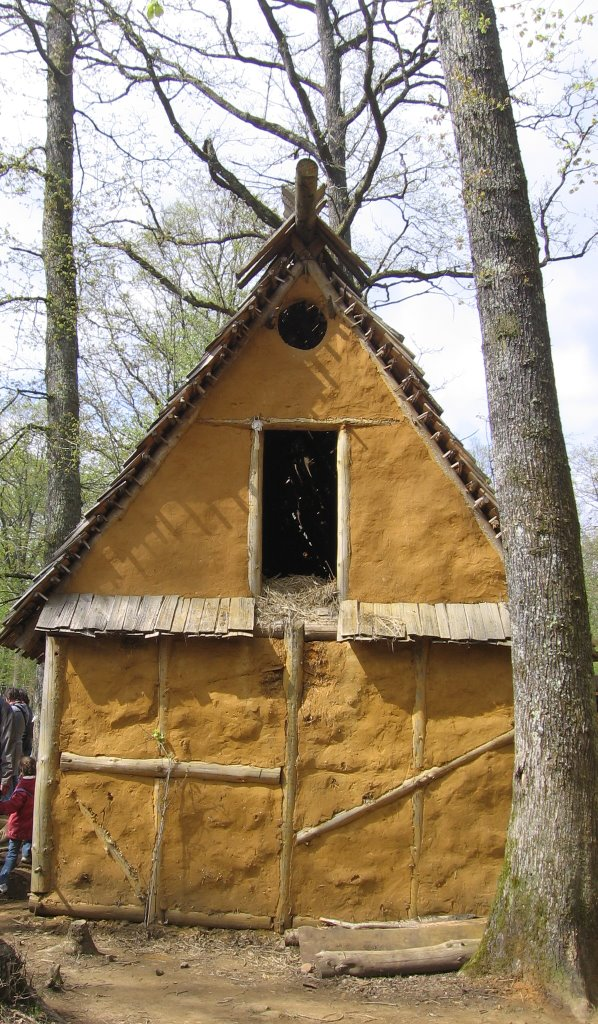
Reconstitution d'une maison du haut Moyen Âge en torchis.

Des fouilles préventives sur le tracé de la ligne du TGV Méditerranée se sont déroulées en 1996. Elles ont permis la découverte de deux maisons du haut Moyen Âge à la limite de la commune de Montboucher-sur-Jabron. Ces fouilles ont été faites sur la rive gauche du Vermenon, au lieu-dit Constantin, par une équipe sous la direction de Michel Goy et Isabelle Rémy. Elles concernaient une superficie de 3 000 m².
L'ensemble médiéval comprenait un bâtiment datable du VIe-VIIe siècle, construit en murs de terre sur solins de pierre et un bâtiment du IXe siècle détruit par un incendie. Le feu, par carbonisation, a préservé de nombreux éléments dont la datation a pu être possible grâce à l'étude de la vaisselle et par la méthode du C14 sur le bois. Cette chaumière fut habitée entre 1024 et 1060.
Édifiée sur une terrasse graveleuse dominant la rivière, cette maison se situait alors aux confins des seigneuries de Montboucher et de La Bâtie-Rolland. Elle possédait un terroir fertile grâce au limon déposé par les crues du Vermenon et se situait sur un axe important de communication de la Valdaine nommé alors Gontardin ou Costardin qui a évolué en Constantin.
Elle couvrait une superficie d'environ 30 m2 et sa structure était constituée de poteaux en bois de chêne assemblés à l'aide de chevilles. Ses parois étaient en torchis réalisé par un mélange de terre, de végétaux et de tessons de poterie d'une épaisseur de 10 cm.
L'intérieur était peint à la chaux et le foyer installé sur une sole constituée d'une pierre calcaire de 80x35 cm et d'une épaisseur de 45 centimètres. Elle possédait un plancher clouté sur un châssis de solives qui formait un vide sanitaire. Le toit qui la recouvrait était constitué de végétaux provenant des roselières de la rivière.
Le mobilier découvert suffisait à une seule famille vivant isolée pratiquant l'agriculture et défrichant sa terre. Il était constitué de vaisselle de terre, d'outillage et d'un coffre de bois. Ce dernier avait été fait avec de l'orme et contenait la réserve de céréales. Pour l'outillage, outre un certain nombre d'outils pour travailler le bois, il y avait une lame de couteau mesurant 20 centimètres, des ferrures de porte, un morceau de clef et des clous de fer à cheval, à tête carrée, qui avaient servi à clouter le plancher.

#### La seigneurie
Au point de vue féodal, Montboucher était une terre des comtes de Valentinois :
- 1283 : elle est inféodée aux Adhémar.
- 1405 : acquise par les Mévouillon.
- Recouvrée par les Adhémar.
- 1511 : vendue aux Odoard.
- 1576 : vendue aux Lévis-Ventadour.
- 1595 : cédée aux Bezanger (ou Besangier).
- 1658 : passe aux Vesc.
- 1754 : passe (par héritage) aux Tulle, derniers seigneurs.

1734 (démographie) : 71 familles.
Avant 1790, Montboucher était une communauté de l'élection subdélégation et sénéchaussée de Montélimar.

Elle formait une paroisse du diocèse de Valence dont l'église, dédiée à Notre-Dame, et auparavant à saint Blaise, dépendait du prieur de Saint-Marcel-lès-Sauzet, qui y prenait la dîme et présentait à la cure.

### De la Révolution à nos jours
En 1790, la commune est comprise dans le canton de Sauzet. La réorganisation de l'an VIII (1799-1800) la place dans le canton de Montélimar.
1799 (démographie) : 405 habitants.

## Politique et administration

### Liste des maires
| Période                                                                   | Période                        | Identité                           | Étiquette | Qualité                                                                                |
| ------------------------------------------------------------------------- | ------------------------------ | ---------------------------------- | --------- | -------------------------------------------------------------------------------------- |
| Les données manquantes sont à compléter.                                  |                                |                                    |           |                                                                                        |
| 1828                                                                      | 1843 (nov.)                    | Jean-Pierre Bernard                |           |                                                                                        |
| 1843 (nov.)                                                               | 1848 (mars)                    | Henry Lacroix                      |           | industriel                                                                             |
| 1848 (mars)                                                               | 1859 (mars)                    | Etienne Bonnardel                  |           |                                                                                        |
| 1859 (mars)                                                               | 1865 (août)                    | Henry Lacroix                      |           | industriel                                                                             |
| 1865 (août)                                                               | 1870 (sept.)                   | Jean-Louis Constantin              |           |                                                                                        |
| 1870 (sept.)                                                              | 1874 (mars)                    | Pierre Larzelier                   |           |                                                                                        |
| Les données manquantes sont à compléter. : depuis la fin du Second Empire |                                |                                    |           |                                                                                        |
| 1871                                                                      |                                | Pierre Larzelier                   |           | maire sortant                                                                          |
| 1874                                                                      | 1878                           | Henry Lacroix                      |           | industriel                                                                             |
| 1878                                                                      | 1887 (mai)                     | Auguste Tavan                      |           |                                                                                        |
| 1887 (mai) (statut ?)                                                     | 1888                           | Jean-Louis Faure                   |           |                                                                                        |
| 1888                                                                      | 1892                           | Joseph Loubet                      |           | adjoint de Jean-Louis Faure                                                            |
| 1892                                                                      | 1896                           | Auguste Tavan                      |           |                                                                                        |
| 1896                                                                      | 1900                           | Franklin Durand                    |           |                                                                                        |
| 1900                                                                      | 1904                           | Franklin Durand                    |           | maire sortant                                                                          |
| 1904                                                                      | 1906 (nov.)                    | Franklin Durand                    |           | maire sortant                                                                          |
| 1906 (nov.) (statut ?)                                                    | après 1919                     | Henri Rieux                        |           | adjoint de Franklin Durand                                                             |
| 1908                                                                      | 1912                           | Henri Rieux                        |           | maire sortant                                                                          |
| 1912                                                                      | 1919                           | Henri Rieux                        |           | maire sortant                                                                          |
| 1919                                                                      | 1925                           | Henri Rieux                        |           | maire sortant                                                                          |
| 1925                                                                      |                                | ?                                  |           |                                                                                        |
| 1929                                                                      |                                | ?                                  |           |                                                                                        |
| 1935                                                                      |                                | ?                                  |           |                                                                                        |
| 1945                                                                      |                                | ?                                  |           |                                                                                        |
| 1947                                                                      |                                | ?                                  |           |                                                                                        |
| 1953                                                                      |                                | ?                                  |           |                                                                                        |
| 1959                                                                      |                                | ?                                  |           |                                                                                        |
| 1965                                                                      |                                | ?                                  |           |                                                                                        |
| 1971                                                                      | 1977                           | Édouard Gourtovoy                  | PS        | ingénieur et dirigeant de société vice-président du District de Montélimar (1975-1977) |
| 1977                                                                      | 1983                           | Raoul Valentin                     |           |                                                                                        |
| 1983                                                                      | 1989                           | Jean-René Latarche                 | PS        | retraité, gérant de société conseiller général du canton de Montélimar-2 (1998-2004)   |
| 1989                                                                      | 1995                           | Jean-René Latarche                 |           | maire sortant                                                                          |
| 1995                                                                      | 2001                           | Jean-René Latarche                 |           | maire sortant                                                                          |
| 2001                                                                      | 2003 (28-02)                   | Jean-René Latarche                 |           | maire sortant                                                                          |
| 2003 (statut ?)                                                           | 2008                           | Bruno Almoric                      | UDI       | dirigeant de société 1er vice-président de Montélimar Agglomération (2014-)            |
| 2008                                                                      | 2014                           | Bruno Almoric                      |           | maire sortant                                                                          |
| 2014                                                                      | 2020                           | Bruno Almoric                      |           | maire sortant                                                                          |
| 2020                                                                      | En cours (au 27 décembre 2020) | Bruno Almoric[source insuffisante] |           | maire sortant                                                                          |

## Population et société

### Démographie
L'évolution du nombre d'habitants est connue à travers les recensements de la population effectués dans la commune depuis 1793. Pour les communes de moins de 10 000 habitants, une enquête de recensement portant sur toute la population est réalisée tous les cinq ans, les populations de référence des années intermédiaires étant quant à elles estimées par interpolation ou extrapolation. Pour la commune, le premier recensement exhaustif entrant dans le cadre du nouveau dispositif a été réalisé en 2006.

En 2022, la commune comptait 2 559 habitants, en évolution de +12,58 % par rapport à 2016 (Drôme : +2,64 %, France hors Mayotte : +2,11 %).
| 1793 | 1800 | 1806 | 1821 | 1831 | 1836 | 1841 | 1846 | 1851  |
| ---- | ---- | ---- | ---- | ---- | ---- | ---- | ---- | ----- |
| 410  | 405  | 529  | 656  | 677  | 775  | 836  | 956  | 1 020 |

| 1856  | 1861  | 1866 | 1872 | 1876 | 1881 | 1886 | 1891 | 1896 |
| ----- | ----- | ---- | ---- | ---- | ---- | ---- | ---- | ---- |
| 1 051 | 1 104 | 906  | 922  | 931  | 919  | 865  | 888  | 771  |

| 1901 | 1906 | 1911 | 1921 | 1926 | 1931 | 1936 | 1946 | 1954 |
| ---- | ---- | ---- | ---- | ---- | ---- | ---- | ---- | ---- |
| 764  | 809  | 773  | 668  | 696  | 655  | 644  | 567  | 631  |

| 1962 | 1968 | 1975 | 1982  | 1990  | 1999  | 2006  | 2011  | 2016  |
| ---- | ---- | ---- | ----- | ----- | ----- | ----- | ----- | ----- |
| 639  | 667  | 693  | 1 042 | 1 278 | 1 424 | 1 823 | 2 165 | 2 273 |

| 2021  | 2022  | - | - | - | - | - | - | - |
| ----- | ----- | - | - | - | - | - | - | - |
| 2 507 | 2 559 | - | - | - | - | - | - | - |

### Enseignement
La commune de Montboucher-sur-Jabron fait partie de l'Académie de Grenoble. Les élèves débutent leur scolarité dans l'école primaire Hubert Reeves du village.

### Manifestations culturelles et festivités
Fête : premier dimanche de septembre.

### Médias
Le territoire de la commune se situe dans l'aire de diffusion de plusieurs médias :
- Presse écrite
  - Le Dauphiné libéré, quotidien régional qui consacre, chaque jour, y compris le dimanche, dans son édition de « Romans et Drôme des collines » un ou plusieurs articles à l'actualité du canton et de la commune, ainsi que des informations sur les éventuelles manifestations locales, les travaux routiers, et autres événements divers à caractère local.
  - L'Agriculture Drômoise, journal d'informations agricoles et rurales, couvre l'ensemble du département de la Drôme.
  - Drôme Hebdo (ancien Peuple Libre), hebdomadaire chrétien d'informations.
- Presse audio-visuelle
  - Ici Drôme Ardèche est une radio publique diffusée sur son territoire et celui du département.

### Cultes
- Culte catholique : église Saint-Martin[28].

## Économie
En 1992 : céréales, vergers, vignes, porcins, ovins, bovins.
La commune de Montboucher-sur-Jabron fait partie de la zone d'appellation de plusieurs produits agricoles :
- Coteaux-de-montélimar, IGP.
- Picodon AOC.
- Pintadeau de la Drôme.
- Comté-de-grignan.

## Culture locale et patrimoine

### Lieux et monuments

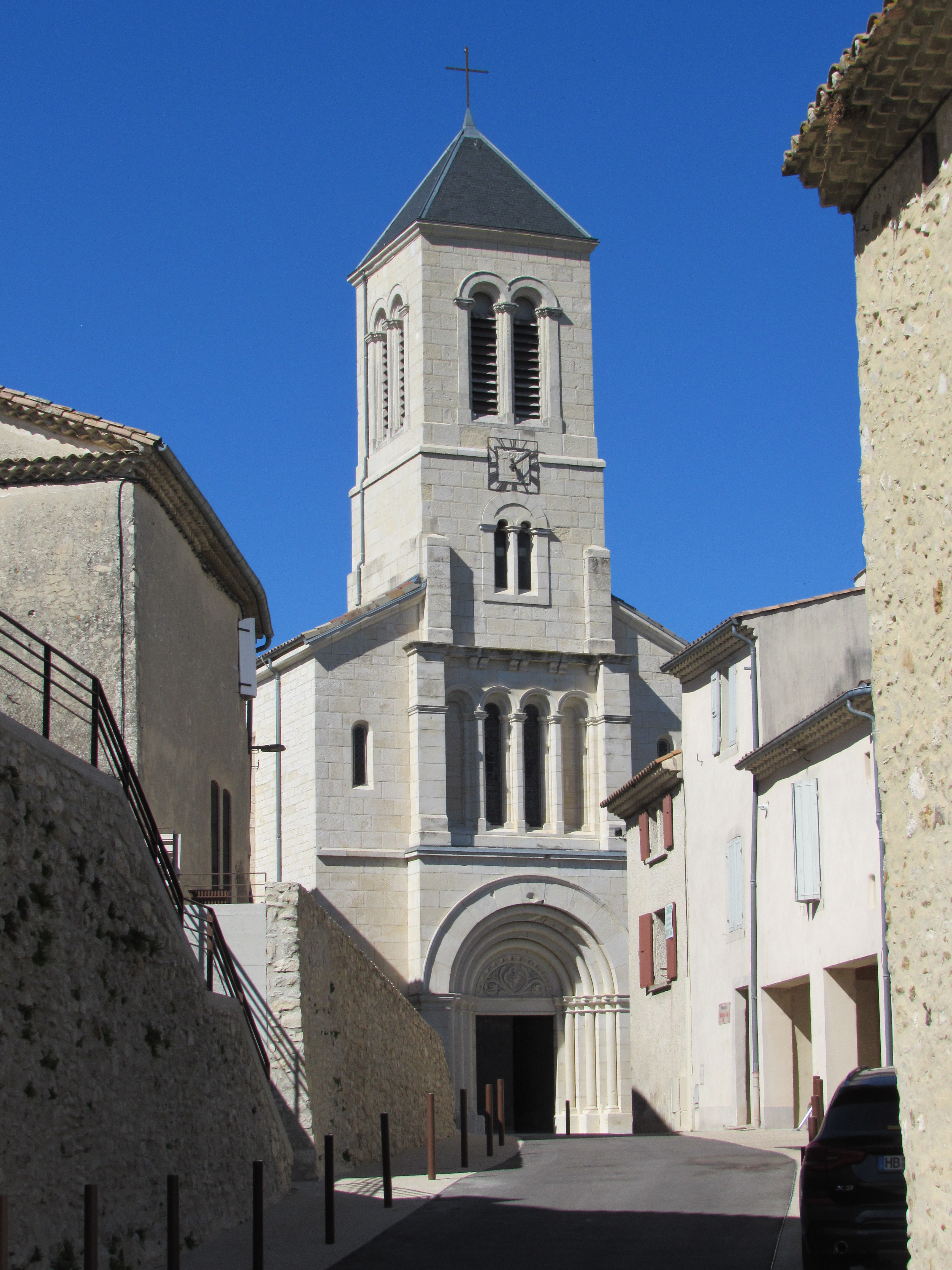
Église Saint-Martin de Montboucher-sur-Jabron.

- Château-village : il a été dévasté en 1789 puis restauré. Il reste deux tours tronquées sur quatre, et des vestiges de l'enceinte[17].
  - Restes de logis et enceinte flanquée de tours rondes remaniées au XXe siècle[réf. nécessaire].
- Tour surmontée d'un beffroi (clocher de la vieille église du XIIe siècle) : fresques, Vierge à l'Enfant (XIXe siècle)[17].
- Le Monard, maison forte médiévale remaniée aux XIe et XVIIe siècles[réf. nécessaire].
- Église Saint-Martin de Montboucher-sur-Jabron, pseudo-romane (XIXe siècle)[17].

### Patrimoine culturel
- Musée de la Soie[17].

### Personnalités liées à la commune
- François Clerc, l'arroseur arrosé dans le film homonyme des frères Lumière.
- Francis Marroux (1915-1987), né et inhumé à Montboucher : chauffeur attitré du général de Gaulle, le conduisant lors des attentats de Pont-sur-Seine et du Petit-Clamart.

### Héraldique, logotype et devise
|  | Montboucher-sur-Jabron possède des armoiries dont l'origine et le blasonnement exact ne sont pas disponibles. |